# L'Obiou
L'Obiou, celým názvem Grande Tête de l'Obiou, je nejvyšší hora horského masivu Devoluy, ve francouzských Alpách.
Nachází se v departementu Isère, na jihovýchodě Francie, v Dauphinéských Alpách. Leží mezi městy Grenoble a Gap.
S prominencí 1 541 metrů náleží do první desítky nejprominentnějších hor Francie.